# 横溝正史
横溝 正史（よこみぞ せいし、本名：漢字同じ（よこみぞ まさし）、1902年〈明治35年〉5月24日 - 1981年〈昭和56年〉12月28日）は、日本の推理作家。兵庫県神戸市東川崎出身。
当初は筆名は本名読みであったが、誤読した作家仲間にヨコセイと渾名されているうちに、セイシをそのまま筆名とした。戦前にはロマン的な『鬼火』、名探偵・由利麟太郎が活躍する『真珠郎』、戦後には名探偵・金田一耕助を主人公とする『獄門島』『八つ墓村』『犬神家の一族』などの作品を著した。
姪は女優の由美かおる。

## 経歴

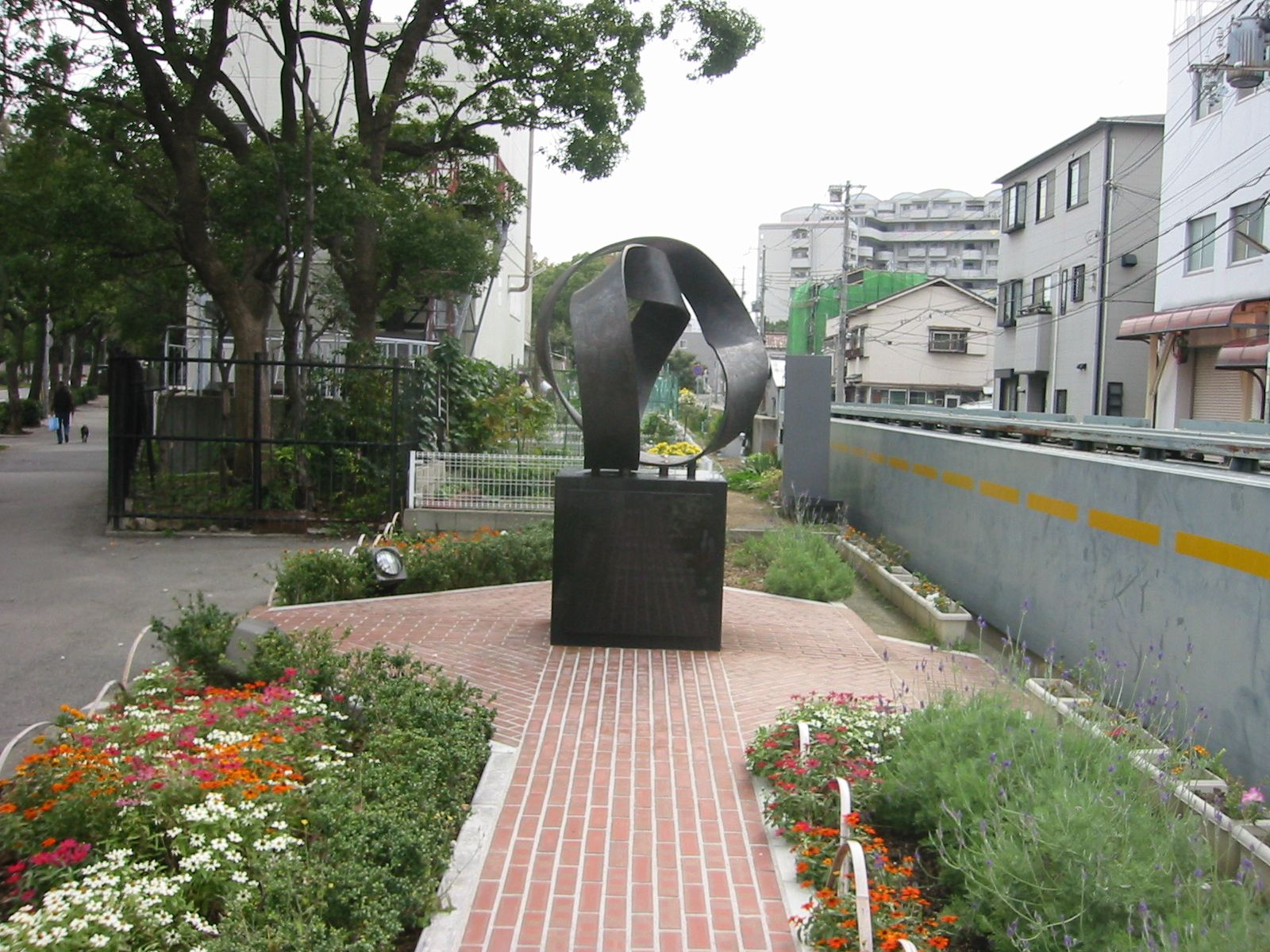
生誕碑

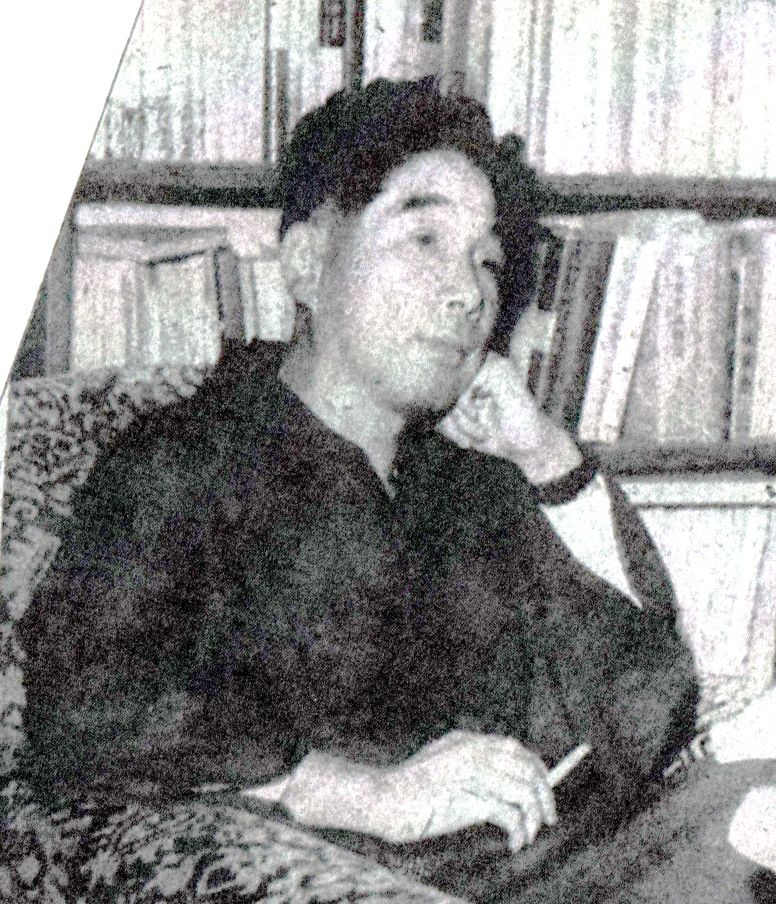
『富士』第5巻第8号（世界社、1952年）より

横溝は1902年（明治35年）5月24日、兵庫県神戸市東川崎（現：中央区東川崎町）に父・宜一郎（ぎいちろう）、母・波摩の次男として生まれた（三男とする説もある）。父親は岡山県浅口郡船穂町柳井原（現：倉敷市船穂町柳井原）出身、母親は岡山県窪屋郡清音村柿木（現：総社市清音柿木）出身。翌日の旧暦5月25日が楠木正成（まさしげ）の命日に当たることから、名前の「まさし」までを取って命名された。5歳の時に母を亡くし、まもなく父が後妻（正史にとって継母）・浅恵を迎えた。
中学時代、雑誌『少年』（時事新報社）の懸賞童話に「横溝葮秋」の筆名で童話『三つの林檎』を応募し1等賞（賞品は置時計）を得、『少年』1916年（大正5年）10月号（第157号）に掲載された。作品発表時横溝は14歳。
1920年（大正9年）3月、神戸二中（現：兵庫県立兵庫高等学校）を卒業後、第一銀行神戸支店に1年間勤務。
1921年、大阪薬学専門学校（大阪大学薬学部の前身校）入学後、雑誌『新青年』の懸賞に応募した『恐ろしき四月馬鹿（エイプリル・フール）』で一等を獲得し、賞金10円を得た。これが実質上の処女作と見なされている（上記の『三つの林檎』が再発見され、横溝最初の発表作品と確認されたのは、2025年のことである）。
1924年、専門学校を首席で卒業した後、一旦実家の生薬屋「春秋堂」で薬剤師として従事していたが、1926年に江戸川乱歩の招きに応じて上京、博文館に入社する。1927年1月、神戸にて中島孝子と結婚。東京市小石川区小日向台町（現：東京都文京区小日向）に居を構える。同年に『新青年』の編集長に就任。その後も『文芸倶楽部』、『探偵小説』の編集長を務めながら創作や翻訳活動を継続したが、1932年に『探偵小説』が廃刊となったことにより同社を退社し、専業作家となる。
1933年（昭和8年）5月上旬に肺結核により大量の喀血を起こし「ヨコセイもどうやら年貢の納め時らしい」と言われるほど危険な状況になり、友人たちの経済的援助もあって1934年（昭和9年）7月下旬に長野県八ヶ岳山麓の富士見高原療養所と上諏訪で5年間に渡る療養生活を余儀なくされ、執筆もままならない状態が続く。1日あたり3 - 4枚というペースで書き進めた渾身の一作『鬼火』も当局の検閲により一部削除を命じられる。また、戦時中は探偵小説の発表自体が制限されたことにより、捕物帳シリーズなどの時代小説執筆に重点を移さざるを得なかったが、1938年（昭和13年）から3年以上にわたって連載を続けていた『人形佐七』シリーズも時局の切迫で連載誌の『講談雑誌』から締め出されて一旦終了してしまう。1939年の末に東京に戻り、太平洋戦争の開戦前後である1941年6月から12月の時期には、横溝唯一の長編家庭小説とされる『雪割草』を地方紙に連載した（#家庭小説を参照）。
1945年（昭和20年）4月より3年間、岡山県吉備郡岡田村（のち大備村、真備町を経て、現：倉敷市真備町岡田）に疎開。第二次世界大戦終戦前から、「戦争中圧殺されていた探偵小説もやがて陽の目を見ることが出来るであろう」と考え、「晴耕雨読で、やがて来たるべき文芸復興の日に備えていた」。そして、終戦後、推理小説が自由に発表できるようになると本領を発揮し、1948年、金田一耕助が初登場する『本陣殺人事件』により第1回探偵作家クラブ賞（後の日本推理作家協会賞）長編賞を受賞。同作はデビュー後25年目、長編としても8作目に当たるが、自選ベストテンとされるものも含め、代表作と呼ばれるものはほとんどこれ以降（特にこの後数年間）に発表されており、同一ジャンルで書き続けてきた作家としては異例の遅咲き現象である。やや地味なベテランから一挙に乱歩に替わる日本探偵小説界のエース的存在となった。1948年8月に東京へ引き揚げ、その後も本格派推理小説を続々と発表する。
こうして戦後になって本人なりに文運が開けてきたと思っていた1949年（昭和24年）に再び結核を発症し、本人曰く「この時はマイシンという薬がなかったら、私はおそらくあの世とやらに旅立っていた」という危機に陥ったが、前述のようにストレプトマイシンが手に入るようになったため助かり、その後1970年頃までは胸の痼疾に悩まされることがなくなった。
人気が高まる中、骨太な本格派探偵小説以外にも、やや通俗性の強い作品も多く執筆。4誌同時連載を抱えるほどの売れっぷりだったが、1960年代に入り松本清張などによる社会派ミステリーが台頭すると執筆量は急速に減っていった。1964年に『蝙蝠男』を発表後、探偵小説の執筆を停止し、一時は数点の再版や『人形佐七捕物帳』のみが書店に残る存在となっていた。
1968年、講談社の『週刊少年マガジン』誌上で、影丸穣也の作画により漫画化された『八つ墓村』が連載されたことを契機として、注目が集まる。同時に、江戸川乱歩、夢野久作らが異端の文学としてブームを呼んだこともあり、横溝初の全集が講談社より1970年から1976年にかけて刊行された。また、1971年から、『八つ墓村』をはじめとした作品が、角川文庫から刊行され、圧倒的な売れ行きを示し、角川文庫は次々と横溝作品を刊行することになる。少し遅れてオカルトブームもあり、横溝の人気復活もミステリとホラーを融合させた際物的な側面があったが、映画産業への参入を狙っていた角川春樹はこのインパクトの強さを強調、自ら陣頭指揮をとって角川映画の柱とする。
1974年、角川文庫版の著作が、300万部突破。1975年、角川文庫の横溝作品が500万部突破。1976年、角川文庫の横溝作品が1000万部を突破。1979年、角川文庫横溝作品4000万部突破。その後横溝が亡くなる1981年までの間に計5500万冊を売り上げた。1977年には文壇長者番付で第3位となった。
1975年にATGが映画化した『本陣殺人事件』がヒット。翌年の『犬神家の一族』を皮切りとした石坂浩二主演による映画化（「石坂浩二の金田一耕助シリーズ」参照）、古谷一行主演による毎日放送でのテレビドラマ化（「古谷一行の金田一耕助シリーズ」参照）により、推理小説ファン以外にも広く知られるようになる。作品のほとんどを文庫化した角川はブームに満足はせず、さらなる横溝ワールドの発展を目指す。70歳の坂を越した横溝も、その要請に応えて驚異的な仕事量をこなしていたとされる。1976年1月16日の『朝日新聞』夕刊文化欄に寄稿したエッセイ「クリスティと私――晩年の創作力に改めて脱帽」の中で、前年に「田中先生には及びもないが、せめてなりたやクリスティ」という戯れ歌を作ったと記している。平櫛田中が100歳の誕生日を迎えたのちも創作意欲旺盛にして30年分の木工材料を買い込んだというエピソードを聞いてのことであった。
実際に、この後期の執筆活動により、中絶していた『仮面舞踏会』を完成させ、続いて短編を基にした『迷路荘の惨劇』、金田一耕助最後の事件『病院坂の首縊りの家』、エラリー・クイーンの「村物」に対抗した『悪霊島』と、70代にして4作の大長編を発表している。『仮面舞踏会』は、社会派の影響を受けてか抑制されたリアルなタッチ、続く2作はブームの動向に応えて怪奇色を強調、『悪霊島』は若干の現代色も加えるなど晩年期ですら作風の変換に余念がなかった。また、小林信彦の『横溝正史読本』などのミステリー研究の対象となったのもブームとは無縁ではない。
1976年（昭和51年）勲三等瑞宝章受章。
1981年（昭和56年）12月28日、結腸ガンのため国立病院医療センターで死去。79歳没。戒名は清浄心院正覚文道栄達居士。

## 人物

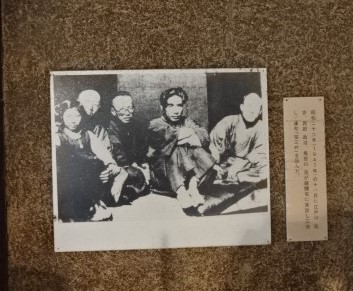
江戸川乱歩が西田政治を連れて岡山の疎開宅へ横溝を訪ねてきたときの写真（横溝正史疎開宅にて）

小学校高学年の頃に世界的な探偵小説（ミステリー）ブームが起き、フランスの小説家、モーリス・ルブランの『古城の秘密』を手始めに探偵小説を読むようになる。神戸二中に進学後は、同じくミステリー好きな同級生・西田徳重と海外のミステリー雑誌を読むため神戸市内の古書店をあちこち巡った。卒業から間もなく徳重が急逝するが、探偵小説を翻訳していた彼の兄・西田政治と親しくなる。
1925年、大阪在住の江戸川乱歩が「探偵趣味の会」を設立すると、西田政治に誘われて加入。以降、乱歩から弟のように可愛がられ、就職を斡旋されるなど、生涯に渡り交流が続いた。
1927年、継母・浅恵の遠縁に当たる中島孝子と結婚し、その後1男2女をもうけた。4歳年下の孝子とは、“文壇のおしどり夫婦”として有名だった。孝子は肺結核の持病のある横溝を献身的に支え続け、その後105歳の天寿を全うした。
1927年から1928年9月頃まで月刊誌『新青年』の2代目編集長であった。初代編集長森下雨村より「相棒を探しておくように」と言われ、渡辺温を編集の相棒に指名する。『新青年』は当時の探偵小説文壇のみならず、文化人とクロス・オーバーする存在であり、横溝・渡辺コンビは誌面をモダニズム色強く刷新して行き、この後の『新青年』の方向性に深い影響を与えている。『新青年』が縁で知り合った乾信一郎とは、1945年から1979年まで三十数年間で272通もの書簡を送るほど親交が深かった。
1934年から5年間に渡る長野での療養生活を終えた後も肺結核の症状は完全には収まらず、仕事が重なった時など時々喀血した。しばらく安静にすると良くなって原稿を書くという生活を送り、74歳頃までこの症状が続いた。
1945年、義理の姉からの勧めに応じて吉祥寺の家を引き払い、両親の出身地に近い岡山県吉備郡岡田村字桜（現：倉敷市真備町岡田）に疎開し、そこで村の親しかった人達から農村の因習や農漁民の生活などの話を聞いて作品の構想をあたため、終戦後、『本陣殺人事件』『獄門島』など岡山を舞台とする作品を執筆した。
横溝の次女である児童文学作家の野本瑠美によると、「父は日常生活を送りながら頭の中では常に作品のことを考えているような人でした」と回想している。書斎の膨大な資料と共に創作活動を行い、物語の構想や犯罪のトリックなどは頭の中で組み立てた。このため普段は書斎か寝室で独りで食事をとり、家族と一緒に食事をするのは正月ぐらいだった。野本が10代の頃、帰宅後に横溝と散歩に出かけるのが日課だったが、散歩中も脳裏で構想を練っていたため、横溝はいつも無言で歩いたという。執筆に行き詰まった際には編み物をして気分転換をしていた。
温厚で誰に対しても偉ぶることのない人柄はブームの中でも好感を持って迎えられ、また膨大な再刊、映画化が（角川春樹事務所が管理していたとはいえ）ほとんどスルーで実現する現象につながった。多忙期に乱作したような作品も含め片っ端から文庫に収録されるので、心配した友人の西田政治らから忠告を受け、また自身もおいおい気恥ずかしくなって、「ええ加減にしてくださいよ。これ以上出すとおたく（角川文庫）のコケンにかかわりますよ」と尻込みしたが、角川春樹に押し切られ、その結果、自身が最低と決めつけている作品でも出ると売れたことから、最高と最低を自身で決めることは僭上の沙汰ではないか、読者諸賢の審判を待つべきであると割り切ることにした。
横溝研究の第一人者とされる二松学舎大学の山口直孝（ただよし）教授は、「よく練られた話は、予想できない展開の連続で伏線の張り方も見事。横溝は物語作りの天才でした」と評している。
「探偵作家」を自負し、中島河太郎が横溝のことを「最後の探偵作家」と折り紙をつけたことに気を良くしており、「推理作家」と呼ばれることに抵抗を感じていた。同様に、自身の小説が「推理小説」と呼ばれることを嫌い、自身の小説を最後まで「探偵小説」と言い続けた。
横溝の長男である音楽評論家の横溝亮一によると、横溝が一番親しみを感じていた作家はアガサ・クリスティで、酔っぱらうと「コナン・ドイルに及びもないが、せめてなりたやクリスティー」という戯れ歌をよく口にしたという。
戦前派探偵小説における唯一の現役作家であった（しかも晩年に突如空前のブームを迎えた）こともあり、困窮し病に伏した往年の作家仲間に援助したり、再刊の口利きをしつこく頼んでくる遺族に辛抱強く応対したりする様子も、公刊日記に控えめに記されている。
横溝は閉所恐怖症で、大の電車・飛行機嫌いであった。電車に乗る際は必ず酒の入った水筒を首から下げ、それを飲みながら電車を乗り継いだ。時には妻とともに乗ることもあったが、その際には妻が横溝の手をずっと握っていないとダメだったという。電車・飛行機嫌いの理由の一つに、“閉鎖空間でいつ喀血するか分からない怖さ”もあった。また、喀血だけでなく、血を見ること自体苦手だった。
酒は主に自宅での晩酌を好み、若い頃は毎晩月桂冠を1升飲み、後にウイスキーの水割りを愛飲するようになった。晩年も酒を欠かさず、時折乱れて妻を困惑させるさまは公刊日記にそのまま記されている。
愛煙家で、好きな銘柄はピース。“火を点けて少し吸っては消す”という吸い方で、一日50本以上吸っていた。

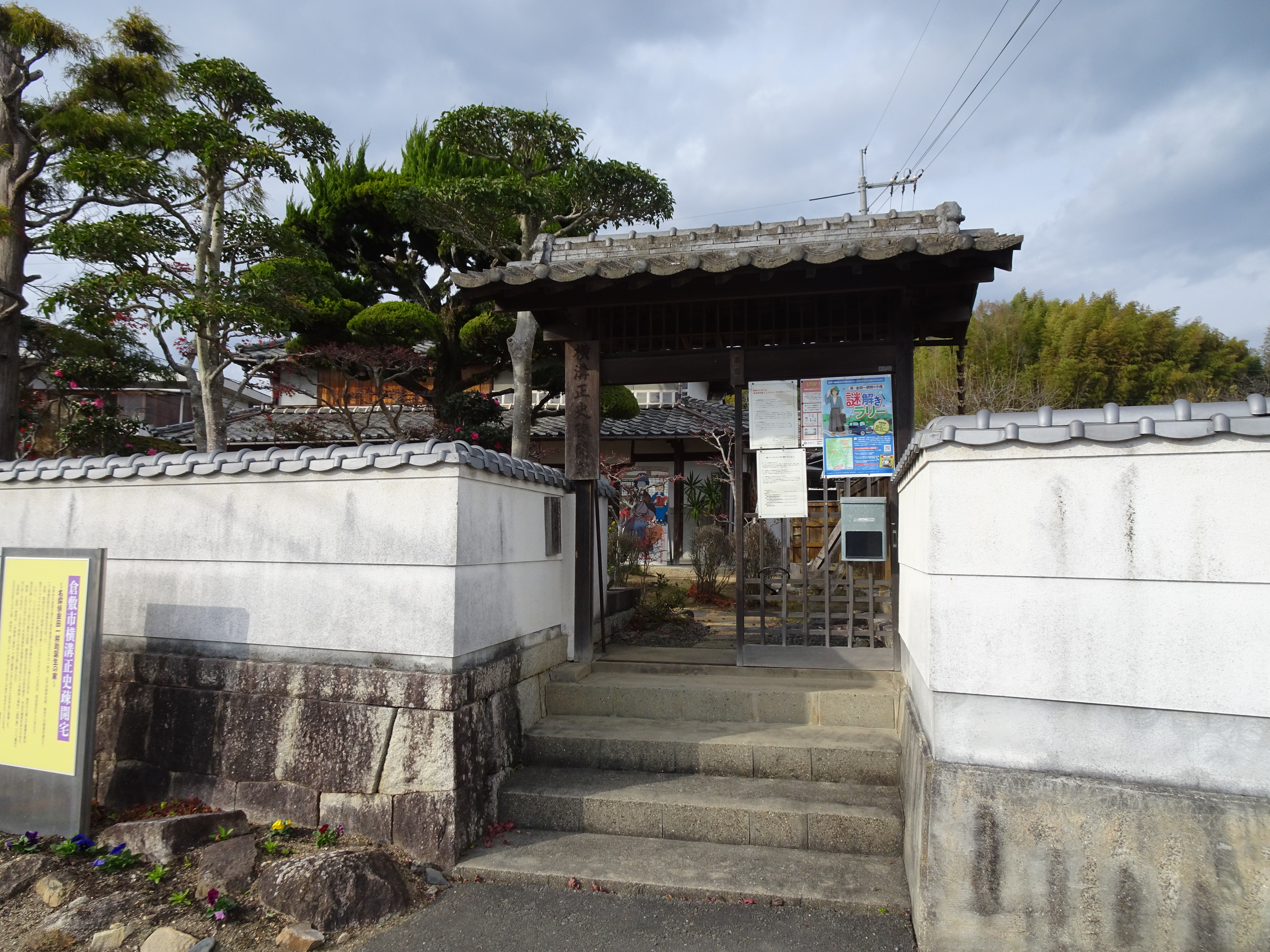
横溝正史疎開宅
（岡山県倉敷市真備町岡田1546）

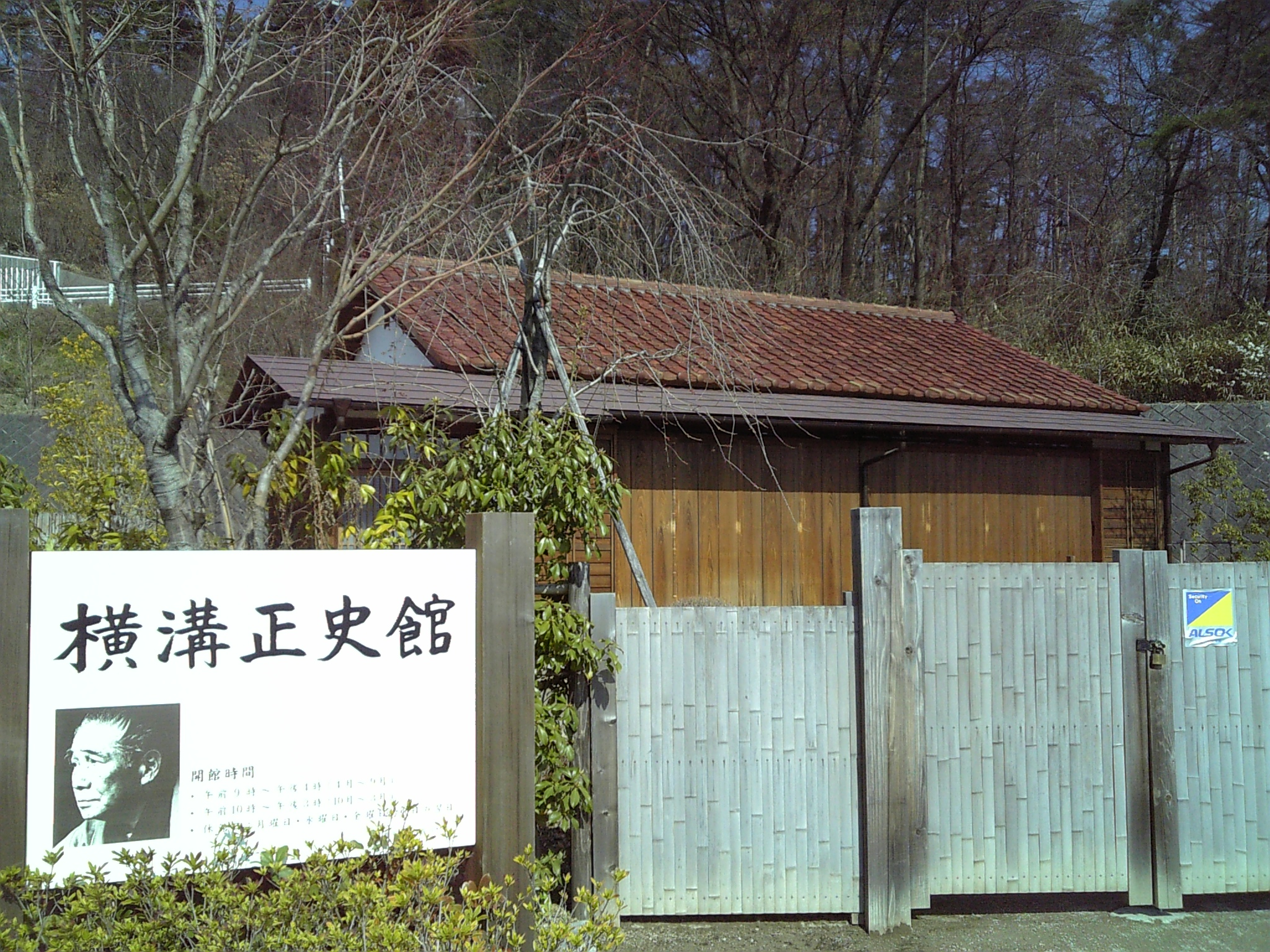
成城の自宅にあった書斎（横溝正史館）

無類の愛犬家・愛猫家で、生前飼っていた愛犬には代々「カピ」と命名した。また、『白と黒』などいくつかの作品にもカピという名の犬を登場させている。
プロ野球球団では近鉄バファローズの大ファンであった。
昭和モダニストのたしなみ程度であるがクラシック音楽を好み、他にもシャンソンのレコードをよく聞いていた。『悪魔が来りて笛を吹く』『仮面舞踏会』『蝶々殺人事件』『迷路荘の惨劇』など、クラシック音楽絡みの長編もある。長男の亮一は『東京新聞』記者を経て音楽評論家となり、急逝直前のバス歌手・大橋国一との対談（新版全集収録）は亮一がセッティングした。
岡山県倉敷市真備町にあった疎開宅は、横溝の生誕100年に当たる2002年より「横溝正史疎開宅」として一般公開されている。
東京都世田谷区成城にあった横溝の書斎（1955年（昭和30年）頃建築）は、山梨県山梨市に移築され、2007年（平成19年）3月25日より「横溝正史館」として公開されている。
『仮面舞踏会』などいくつかの作品の舞台に設定した長野県軽井沢町に1959年（昭和34年）から別荘を所有しており、晩年まで毎年のようにそこで夏を過ごし、成城の自宅と共に執筆の拠点でもあった。別荘に遺された小説草稿やノートなどは次女の野本を経て、横溝正史旧蔵資料をコレクションしている二松学舎大学に2021年12月に寄贈された。旧宅や遺品については#所蔵品にて後述。

## 解説
横溝の作品は、編集者と兼業して、あるいは闘病生活と並行して執筆が進められた戦前の作品と、戦時中の抑圧から解放されて精力的に執筆を進めた戦後の作品とに大別することができる。
戦前の作品は華麗な美文調の文体とロマンチシズムの香気に溢れた耽美的な変格物が多い。代表作としては、『鬼火』『面影双紙』『蔵の中』『かいやぐら物語』などの耽美的中短編、江戸川乱歩に「横溝探偵小説の一つの頂点を為すものかも知れない」との賛辞を寄せられた長編『真珠郎』（探偵役は由利麟太郎）などが挙げられる。また、昭和初期に書かれた、洒落た中に一抹の哀愁を湛えた都会派コントの数々は、『新青年』編集長として昭和モダニズムの旗手であった横溝の一面をよく伝えている。
戦後には、従来からの妖美耽異の世界に論理性やトリックを融合させ、『本陣殺人事件』『獄門島』『八つ墓村』『悪魔の手毬唄』など土俗的な犯罪を描いて独自の領域を切り拓いた。本格的な執筆は、ほぼ同時に雑誌連載された『本陣殺人事件』『蝶々殺人事件』の2編の長編から始まっている。前者は金田一耕助の初登場作品で、第1回探偵作家クラブ賞長編賞受賞作としても知られている。一方の後者は戦前作品からの探偵役である由利麟太郎を登場させ、坂口安吾に世界的レベルの傑作と激賞された終戦直後の純謎解き長編である。
戦後の作品は金田一を探偵役とするものが多くを占めているが、1949年頃までは他の人物を探偵役とする作品も多数発表している。長編に限っても『蝶々殺人事件』の他に『びっくり箱殺人事件』『女が見ていた』やジュブナイル作品の『怪獣男爵』『夜光怪人』があり、『探偵小説』『かめれおん』などの「戦後初期短編」と呼ばれている作品群もある。しかし、金田一ものの代表作とされる作品群がおおむね出揃った1951年頃からは、捕物帳を除いて専ら金田一を探偵役とするようになり、全く作風の異なる金田一登場作品を同時並行で雑誌連載していたこともある（たとえば悪魔の寵児#概要で言及されている事例）。ただし、ジュブナイル作品については1953年頃から中学生向け作品の一部を除いて金田一を登場させずに三津木俊助と御子柴進を探偵役とするように変わっている。
金田一が登場する作品は、長短編合わせて77作（中絶作品・ジュブナイル作品などを除く）が確認されている。探偵・金田一は主に東京周辺を舞台とする事件と、作者の疎開先であった岡山県など地方を舞台にした事件で活躍した（岡山県以外では、作者が戦前に転地療養生活を送り、戦後は別荘を所有していた長野県や、静岡県の事件が多い）。前者には戦後都会の退廃や倒錯的な性、後者には田舎の因習や血縁の因縁を軸としたものが多い。一般的には後者の作品群の方が評価が高いようである（前者は倶楽部雑誌と呼ばれる大衆誌に連載されたものが多く、発表誌の性格上どうしても扇情性が強調されがちである）。外見的には怪奇色が強いが、骨格としてはすべて論理とトリックを重んじた本格派推理小説で、一部作品で装飾的に用いられるケースを除いて超常現象やオカルティズムは排されている。このような特徴は、彼が敬愛する作家ジョン・ディクスン・カーの影響であるとのこと。また、薬剤師出身であるにもかかわらず、理化学的トリックは意外に少なく、毒殺の比率は高いものの薬名があっさり記述される程度である。
一旦発表した作品を改稿して発表するケースも多かった。通常このような原型作品は忘れられるものであるが、「金田一耕助」シリーズについてはそれらの発掘・刊行も進んでおり、人気の高さが窺える。
戦前作品の都会派コントから続くユーモアのセンスは戦後作品でも健在で、金田一のキャラクターなどに現れている。また、上述の『びっくり箱殺人事件』は今日のバカミスの遠祖ともいうべき全編ドタバタに終始する異色長編である。
創作した探偵役としては、由利、三津木、金田一の他に、人形佐七、お役者文七を主役とする捕物帖のシリーズがある。また、複数作品に登場させたものの3作以上続くシリーズにはならなかった探偵役として、速水健二（『恐るべき四月馬鹿』と『化学教室の怪火』）と星野夏彦&冬彦兄弟（『双生児は踊る』と『双生児は囁く』）がある。
1980年、角川書店の主催による長編推理小説新人賞「横溝正史賞」が開始された（のちに「横溝正史ミステリ大賞」「横溝正史ミステリ&ホラー大賞」と改称）。
2019年以降、イギリスで『本陣殺人事件』と『犬神家の一族』、イタリアで『本陣殺人事件』と『黒猫亭事件』が翻訳出版されており、イギリスでは好評を受け、2021年から2022年にかけて『八つ墓村』と『獄門島』も出版され、さらにその後『悪魔が来りて笛を吹く』と『悪魔の手毬唄』、『黒猫亭事件』（「車井戸はなぜ軋る」を収録）も出版されている。

## 所蔵品
横溝が晩年まで執筆の場に使用していた木造平屋建ての書斎家屋が、愛用していた朱色の座卓や籐椅子と机などとともに2006年5月に横溝の長男・亮一より、かつて横溝が結核療養中に立ち寄っていたこともある山梨市へ寄贈された。移築された建物は、山梨市によって「横溝正史館」として開館されており、自筆の原稿や江戸川乱歩からの自筆書簡などを含め、約70点の貴重な品々が所蔵されている。
2006年6月、東京・世田谷の横溝邸から未発表の短編『霧の夜の出来事』『犬神家の一族』などの生原稿をはじめ、横溝が小説執筆の資料に使っていたと思われる文献など、貴重な所蔵品が発見された。これらの所蔵品や資料は二松学舎大学が保管し、一般公開されることになっており、前述の『雪割草』の掲載媒体や文面を再発見したのも二松学舎大学である。
2020年7月、熊本県出身の作家、乾信一郎が生前に寄贈した1945年から1948年までの4年分の横溝の書簡32通の一部が、熊本市の「くまもと文学・歴史館」の展示会「「新青年」創刊100年 編集長・乾信一郎と横溝正史」で公開された。2020年9月、乾の没後、遺族から遺品の寄贈を受けた同館によって、1948年から1979年までの約30年間に横溝が乾宛に送った240通の書簡が発見された。同館は書簡の調査・整理を進め、2021年7月16日 - 9月23日開催の「没後40年横溝正史展」で公開された。

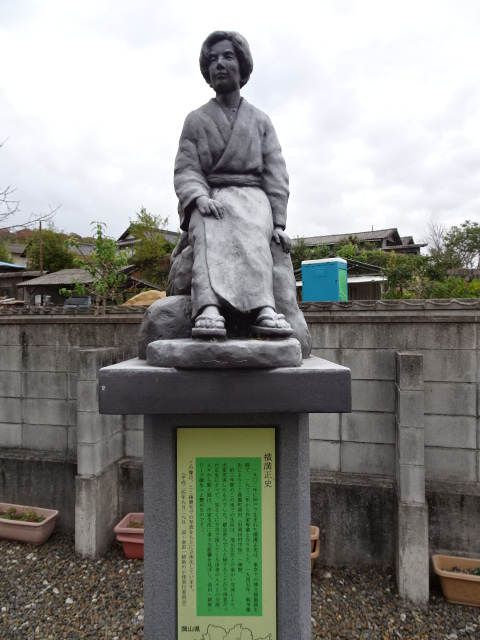
横溝正史像
（横溝正史疎開宅）

2022年4月、長野県軽井沢町にある横溝の別荘から、『仮面舞踏会』の草稿に『死仮面』の手直しを加えた原稿用紙を合わせて1000枚以上と、『人形佐七捕物帳』の一部草稿や『悪霊島』の創作ノートなどが発見されたことが公表された。寄贈を受け調査した二松学舎大学の山口直孝教授は「晩年の創作の進め方が分かる貴重な資料」「横溝は（19）64年から10年間、新作を発表していなかったが、その間も創作意欲を持ち続けていたことがわかる」と評価している。また今回、横溝の直筆のものと見られる墨書も見つかった。そこには「論理の骨格に ロマンの肉附けをし 愛情の衣を 着せませう」とあり、彼の作風に関するオリジナルの言葉が記されていた。これらの資料は年内にも一般公開される方針。
岡山県倉敷市の真備ふるさと歴史館に設けられている「横溝正史コーナー」には横溝の書斎が再現されており、そこに家族から寄贈された机やメガネ、ペンなどの遺品が自筆原稿や作品などとともに展示されている。
倉敷市真備町にある横溝正史疎開宅には、横溝と妻の遺品が、石坂浩二や古谷一行など金田一耕助を演じた役者のサイン、写真や資料などとともに展示されている。また、この疎開宅の敷地の一角には横溝の銅像が建てられている。

## 主要作品リスト

### 推理小説（由利麟太郎&三津木俊助）
ここでは、映像化されたことのある作品に限定して列挙する。
- 憑かれた女（『大衆倶楽部』1933年10月号 - 12月号、1948年1月に由利麟太郎が登場する形に改稿出版）
- 真珠郎（『新青年』1936年10月号 - 1937年2月号）
- 花髑髏（『富士』1937年6月号 - 7月号）
- 木乃伊の花嫁（『富士』1938年2月増刊号）
- 悪魔の家（『富士』1938年5月号）
- 仮面劇場（『サンデー毎日』1938年10月 - 11月、1942年7月に『旋風劇場』に改題、1947年8月に長編化して『暗闇劇場』に改題、1970年10月に元の『仮面劇場』に改題）
- 銀色の舞踏靴（『日の出』1939年3月号）
- 蝶々殺人事件（『ロック』1946年5月号 - 1947年4月号）

### 推理小説（金田一耕助）
ここでは、作者自選の長編10作品と、その自選以降に完結した2作品に限定して列挙する。
- 本陣殺人事件[注 28]（『宝石』1946年4月号 - 12月号）
- 獄門島（『宝石』1947年1月号 - 1948年10月号）
- 夜歩く（『男女』（『大衆小説界』）1948年2月号 - 1949年12月号）
- 八つ墓村（『新青年』1949年3月号 - 1950年3月号、中絶後、『宝石』1950年11月号 - 1951年1月号）
- 犬神家の一族（『キング』1950年1月号 - 1951年5月号）
- 女王蜂（『キング』1951年6月号 - 1952年5月号）
- 悪魔が来りて笛を吹く（『宝石』1951年11月号 - 1953年11月号）
- 三つ首塔（『小説倶楽部』1955年1月号 - 12月号）
- 悪魔の手毬唄（『宝石』1957年8月号 - 1959年1月号）
- 仮面舞踏会（『宝石』1962年7月号 - 1963年2月号で中絶、1974年に書き下ろし）
- 病院坂の首縊りの家[注 29]（『野性時代』1975年12月号 - 1977年9月号）
- 悪霊島[注 30]（『野性時代』1979年1月号 - 1980年5月号）

### 推理小説（その他の探偵・ノンシリーズ）
- 恐ろしき四月馬鹿[注 31]（『新青年』1921年4月号）
- 広告人形（『探偵名作叢書 第3編』聚英閣 1926年）
- 山名耕作の不思議な生活（『大衆文芸』1927年1月号）
- 赤い水泳着（『アサヒグラフ』1929年4月号）
- ある女装冒険家の物語（『文学時代』新潮社 1930年5月号）
- 芙蓉屋敷の秘密[注 32]（『新青年』1930年5月号 - 8月号）
- 殺人暦（『講談雑誌』1931年2月号）
- 塙侯爵一家（『新青年』1932年7月号 - 12月号、単行本 新潮社 1934年）
- 呪ひの塔（呪いの塔）（『新作探偵小説全集 10』新潮社 1932年8月、上巻のみ 三佯社 1946年）
- 黄色い手袋（『日曜報知』1932年8月号）
- 幽霊騎手（講談雑誌 1933年）
- 鬼火（『新青年』1935年2月号 - 3月号）
- 藏の中（蔵の中）[注 33]（『新青年』1935年8月号）
- 薔薇王（『新青年』1936年4月号 - 5月号）
- 青い外套を着た女（『サンデー毎日』1937年7月）
- 誘蛾燈（『オール讀物』1937年12月号）
- 八百八十八番目の護謨の木（『キング』1941年3月号）
- 刺青された男（『ロック』1946年4月号）
- ペルシャ猫を抱く女（『キング』1946年12月号）
- びっくり箱殺人事件（『月刊読売』1948年1月号 - 9月号）
- 探偵小説（単行本 かもめ書房 1948年）
- 女が見ていた（『時事新報』1949年5月 - 10月）

### 捕物帳シリーズ
- 不知火捕物双紙[注 34]
  - からくり御殿[注 35]（『講談雑誌』1937年4月号）
  - 清姫の帯[注 36]（『講談雑誌』1937年12月号）
- 人形佐七捕物帳
  - 羽子板娘[注 37][注 38]（『講談雑誌』1938年1月号）
  - 屠蘇機嫌女夫捕物 （『江戸捕物帖』博文館（1939年）（野村胡堂、佐々木味津三、岡本綺堂と共著）収録）
  - 振袖幻之丞[注 39][注 40]（『講談雑誌』1940年6月号）
  - 歎きの遊女（『歎きの遊女 人形佐七捕物秘帳』白磁書房 1947年）
  - 謎坊主（『大家花形全部傑作捕物帖』湊書房（1948年）（野村胡堂、山手樹一郎、納言恭平、城昌幸、角田喜久雄と共著）収録）
  - お高祖頭巾の女[注 41]（『講談雑誌』1949年1月号）
  - お俊ざんげ（『お俊ざんげ 人形佐七捕物文庫』新文庫社 1949年）
  - 好色頭巾（『好色頭巾 時代小説新作全集第5号』文芸図書出版社 1952年）
  - 舟幽霊（『京都新聞』1953年2月号）
  - 神隠しにあった女（『読切小説集』1953年3月号）
  - 地獄の花嫁（単行本 神正書房 1953年）
  - 生きてゐる自来也（単行本 向楽社 1955年）
  - 三人色若衆[注 42]（『別冊講談倶楽部』1955年11月号）
  - 女祈祷師（『小説新潮』第10巻 15号 1956年11月収録）
  - 雪女郎（単行本 松沢書店 1958年）
  - 怪談五色猫（『怪談五色猫 人形佐七捕物控』第一文芸社 1958年）
- 左一平捕物帳
  - 髑髏検校（『奇譚』1939年1月号 - 7月号）
  - 京人形の怪（『少年少女奇譚』1939年4月号）
  - 左一平捕物帳（単行本 奥川書房 1942年）
- 左近捕物帳[注 43]
  - まぼろし小町（『日の出』1940年6月号）
- 紫甚左捕り物帳
  - 紫甚左捕り物帳（『大衆文芸戦時版 第6巻』 今日の問題社 1941年）
- 左門捕物帳[注 44]
  - 水芸三姉妹（『日光』1949年8月号）
  - 十二匹の狐（『日光』1949年11月号）
  - 春姿七福神（『日光』1950年2月号）
- お役者文七捕物暦[注 45]
  - 蜘蛛の巣屋敷[注 46]（『小説の泉』1957年11月号 - 1958年8月号）
  - 恐怖の雪だるま（『週刊漫画Times』1960年1月6日号 - 1月27日号）

### 時代小説
- 菊水兵談（『講談雑誌』1941年1月号）
- 矢柄頓兵衛戦場噺（『講談雑誌』1943年1月号）
- 不知火奉行（単行本 同光社 1957年）
- 変化獅子（単行本 東京文芸社 1957年）

### 家庭小説
- 雪割草[注 47]（『京都日日新聞』1940年6月11日 - 12月31日）

### ジュブナイル作品

#### 三津木俊助登場作品
- 幽霊鉄仮面（『新少年』1937年4月号 - 1938年3月号）
- 夜光怪人（『譚海』1949年5月号 - 1950年5月号、角川文庫などでは金田一耕助登場作品に改稿）

#### 金田一耕助登場作品
- 大迷宮（『少年倶楽部』1951年1月号 - 12月号）
- 仮面城（『小学五年生』1952年4月号 - 1953年3月号）

#### その他
- 「渦卷く濃霧」「怪人魔人」「變幻幽靈盜賊」平凡社 1929年（『少年冒険小説全集』第12巻）
- 神変稲妻車（『少年少女譚海』1938年1月号 - 1938年3月号）、いなづま侍 同光社 1954年（単行本）、稲妻若衆 同星出版社 1958年（単行本）
- 南海の太陽児（『譚海』1940年11月号 - 1941年8月号）
- 怪獣男爵（1948年11月、偕成社）[注 48]
- まぼろし曲馬団 少年少女小説（1949年2月、内田書店）
- 神変竜巻組（1954年、ポプラ社）

### 翻訳作品
- ジョンストン・マッカーレイ「地下鉄サム」平凡社 1929年（『世界探偵小説全集』第7巻）
- L.J.ビーストン「決闘家倶楽部」他2作 平凡社 1929年（『世界探偵小説全集』第7巻）
- ヒユウム（英語版）「二輪馬車の秘密」博文館 1930年（『世界探偵小説全集』第6巻 ヒユウム集・英米七人集所収[注 49]）[注 50]
- エデソン・マーシアル（英語版）「リンウツド倶楽部事件」博文館 1930年（『世界探偵小説全集』第6巻 ヒユウム集・英米七人集）
- メリー・ロバーツラインハート（英語版）「真珠騒動」博文館 1930年（『世界探偵小説全集』第6巻 ヒユウム集・英米七人集）
- バリイ・ベイン（英語版）[注 51]「死体の顔」博文館 1930年（『世界探偵小説全集』第6巻 ヒユウム集・英米七人集）
- イリス・パーカア・バトラア「アモス・ホプストン」博文館 1930年（『世界探偵小説全集』第6巻 ヒユウム集・英米七人集）
- エル・ジェ・ビーストン「マーレイ卿の客」博文館 1930年（『世界探偵小説全集』第6巻 ヒユウム集・英米七人集）
- リチヤード・コンネル（英語版）「痴者の犯罪」「実験魔術師」博文館 1930年（『世界探偵小説全集』第6巻 ヒユウム集・英米七人集）
- ヂューマ「ボルジヤ家罪悪史」平凡社 1931年（『世界獵奇全集』第5巻）
- D.K.ウイツプル（wikidata）「鍾乳洞殺人事件」黒白書房 1935年（『世界探偵傑作叢書』第5巻）
- トム・ガロン（英語版）「覗機械倫敦綺談」春秋社 1935年（『探偵小説短篇集』）
- アントニー・ホープ「風雲ゼンダ城」博文館 1940年（『世界傳奇叢書』）
- バロネス・オルツィ「紅はこべ」博文館 1940年（『世界傳奇叢書』）
- A・A・ミルン「赤屋敷殺人事件」論創社 2022年（『論創海外ミステリ』290）[45]

## 全集などの作品集

### 人形佐七関連
1970年代以降に刊行されたシリーズについては人形佐七捕物帳#シリーズ一覧を参照
- 『人形佐七捕物帳』八紘社 1939年（単行本）
- 『人形佐七捕物帖 巻四』春陽堂書店 1941年（単行本）
- 『人形佐七捕物文庫』鷺の宮書房 1946年（単行本）
- 吉様まいる 夜毎くる男 雅兒地蔵 謎の百人一首 半分鶴之助 山雀供養 角兵衛獅子（『角兵衛獅子 他六篇』杉山書店 1949年）
- 出世競べ三人旅 孟宗竹 名月一夜狂言 双葉將棋 稚兒地藏 銀簪罪あり 每夜來る男 犬娘 角兵衞獅子（『人形佐七捕物帖 巻三』春陽堂書店 1950年（単行本））
- 『人形佐七捕物帖』東方社 1950年（単行本）
- 女虛無僧 狸の長兵衞 石見銀山 妖犬傳 八つ目鰻 めくら狼 山形屋騷動 括猿の祕密（『女虚無僧 人形佐七捕物帖』東方社 1951年（単行本））
- 假面の囚人 狸御殿 雪達摩の怪 化物屋敷 日本左衞門 謎の百人一首 睡り鈴之助 まぼろし小町 女易者 幽靈山伏（『仮面の囚人 人形佐七捕物帖』湊書房 1951年（単行本））
- 緋鹿の子娘 唐草權太 囮り萬歲 半分鶴之助 水晶の珠數 雛の呪ひ 武者人形の首 花見の假面 非人の仇討 （『緋鹿の子娘 人形佐七捕物帖』東方社 1951年（単行本））
- お化小姓 淸姬の帶 二人龜之助 嵐の修驗者 恩愛の凧 矢がすりの女 謎の折鶴 三本の矢（『謎の折鶴 人形佐七捕物帖』東方社 1951年（単行本））
- からくり駕籠 人面瘡綺譚 身代り千之丞 捕物三つ巴 水晶の珠數 お玉が池 鳥追人形 お化祝言 三本の矢（『新編人形佐七捕物帖』同光社 1951年（単行本））
- 春宵とんとんとん 影右衞門 猫屋敷 化け物長屋 狐の宗丹 相撲の仇討 妙法丸 山雀供養（『猫屋敷 人形佐七捕物帖』東方社 1952年（単行本））
- 本所七不思議 笛を吹く浪人 歎きの遊女 振袖幻之丞 蝙蝠屋敷 羽子板娘 お俊ざんげ からくり御殿 風流六歌仙 犬娘 ほほづき大盡 貝殼祕帖 しらぬ火祕佛 名槍まんじ曆 （『新編人形佐七捕物帖』春陽堂書店 1952年（単行本））
- 鬼の面 美男虛無僧 狐の裁判 拜領の茶釜 三日月おせん 当り矢 通り魔 風流女相撲（『美男虛無僧 人形佐七捕物帳』東方社 1954年（単行本））
- 恋の通し矢（『捕物絵図』東京文芸社 1954年（野村胡堂、角田喜久雄、城昌幸、佐々木杜太郎、陣出達朗、大林清、山手樹一郎、村上元三、土師清二と共著）収録）
- 色八卦 どくろ祝言 蛇性の肌 蛇使い浪人 たぬき女郎 ふたり市子 夜歩き姉妹 お時計献上 船幽霊（『人形佐七捕物文庫』大日本雄弁会講談社 1954年（単行本））
- 惡魔の富籤 笑い藥 呪いの疊針 花見の仇討 猫と女行者 色比丘尼 かくし念佛 若衆鬘 寳船殺人事件（『惡魔の富籤 人形佐七捕物文庫』同光社 1955年（単行本））
- 座頭の鈴 音羽の猫 二枚短冊 蛍屋敷 黒蝶呪縛 生きている自来也 幽霊姉妹（『人形佐七捕物帖 第1』春陽堂書店 1957年（単行本））
- 七人比丘尼 凧のゆくえ 怪談閨の鴛鴦 離魂病 すっぽん政談 戯作地獄 讐討走馬燈（『人形佐七捕物帖 第2』春陽堂書店 1957年（単行本））
- 河童の捕物 佐七の青春 鶴の千番 春色眉かくし 雪女郎 丑の時参り どもり和尚 笛を吹く浪人（『人形佐七捕物帖 第3』春陽堂書店 1957年（単行本））
- 羽子板娘 嘆きの遊女 犬娘 ほおずき大尽 振袖幻之丞 蝙蝠屋敷 お俊ざんげ（『人形佐七捕物帖 第4』春陽堂書店 1957年（単行本））
- 本所七不思議 風流六歌仙 からくり御殿 貝殻秘佛 しらぬ火秘帖 名槍まんじ暦（『人形佐七捕物帖 第5』春陽堂書店 1957年（単行本））
- お玉が池 狸御殿 夕月一夜狂言 凧のゆくえ どもり和尙 座頭の鈴 白羽の矢 戯作地獄 からくり駕籠 丑の時参り 幽霊姉妹 振袖幻之丞（『人形佐七捕物文庫』河出書房 1957年（単行本））
- 花嫁殺人魔 女刺青師 神隠しにあつた女 影法師 猫姫様 蝶合戦 人魚の彫物 相撲の仇討（『花嫁殺人魔 人形佐七捕物帖』同光社出版 1957年（単行本））
- 狸御殿 凧のゆくえ 雪女郎 雛の呪い 巡礼塚由来 笛を吹く浪人 お化小姓 恩愛の凧 敵討走馬燈（『雪女郎 人形佐七捕物控』第一文芸社 1958年（単行本））
- 銀の簪 夢の浮橋 藁人形 睡り鈴之助 妙法丸 仮面の囚人 鼓狂言（『仮面の囚人 人形佐七捕物控』第一文芸社 1958年（単行本）
- 吉様まいる 夜毎くる男 稚児地蔵 謎の百人一首 半分鶴之助 山雀供養 角兵衛獅子 日蝕御殿（『夜毎くる男 人形佐七捕物控』第一文芸社 1958年（単行本）)
- 女易者 どもり和尚 狸ばやし 白羽の矢 河童の捕物 まぼろし役者 幽霊山伏 春姿松竹梅 丑の時参り 孟宗竹（『春姿松竹梅 人形佐七捕物控』第一文芸社 1959年（単行本）)

### その他戦前作品
- 「広告人形」「山名耕作の不思議な生活」「ネクタイ綺譚」「富籤紳士」「飾窓の中の恋人」「悲しき郵便屋」「断髪流行」「素敵なステツキの話」「鈴木と河越の話」「夫婦書簡文 帰れるお類」「川越雄作の不思議な旅館」「双生」「裏切る時計」「執念」「路傍の人」（全16作）改造社 1929年（『日本探偵小説全集 10 横溝正史集』）
- 「殺人暦」「三本の毛髪」「腕環」「丹夫人の化粧台」「髑髏鬼」「死の部屋」「カリオストロ夫人」（全7作）平凡社 1932年（『現代大衆文學全集 続第18巻 新選探偵小説集』保篠竜緒、浜尾四郎と共著）
- 「殺人暦」「三本の毛髪」「丹夫人の化粧台」「髑髏鬼」（全4作）春陽堂 1932年（『日本小説文庫 173』）
- 「鬼火」「藏の中」「面影双紙」「獸人」（全4作）春秋社 1935年（『探偵小説短篇集』）
- 「劔の系圖」「焔の漂流船」「海の一族」「玄米食夫人」「沙漠の呼声」「ナミ子さんの一家」「雲雀」「大鵬丸消息なし」「菊花大会事件」「三行広告事件」（全10作）八紘社杉山書店 1944年（『劔の系圖 小説』（単行本））
- 「孔雀夫人」「女王蜂」「嵐の道化師」（全3作）松竹出版部 1947年（『孔雀夫人』単行本）
- 消すな蝋燭 女写真師 神楽太夫 蝋の首 靨 探偵小説 花粉（全7作）東方社 1956年（『消すな蝋燭』単行本）

### 金田一耕助探偵小説選（1954年版）
東京文芸社から第1期1954年、第2期1955年、第3期1956年に分けて刊行された。刊行以前に広く知られていた作品はおおむね網羅されているが、『不死蝶』『吸血蛾』などが未収録になっている。
- 第1期第1 犬神家の一族
- 第1期第2 獄門島
- 第1期第3 八つ墓村
- 第1期第4 女王蜂
- 第1期第5 本陣殺人事件 黒猫亭事件
- 第2期第2 堕ちたる天女 蜃気楼島の情熱 百日紅の下にて 殺人鬼
- 第2期第3 湖泥 鴉 花園の悪魔 蝙蝠と蛞蝓 黒蘭姫
- 第2期第4 幽霊座 女怪 睡れる花嫁 車井戸は何故軋る
- 第2期第5 生ける死仮面 癈園の鬼 首 カルメンの死
- 第3期第1 三つ首塔
- 第3期第2 夜歩く
- 第3期第3 悪魔が来りて笛を吹く
- 第3期第4 蠟美人 毒の矢
- 第3期第5 死神の矢 黒い翼

### 由利・三津木探偵小説選
東方社から1956年 - 1961年に刊行。
- 第1 悪魔の設計図 1956年 悪魔の設計図 花髑髏 白蠟怪
- 第2 双仮面 1956年 双假面 獸人 幻の女 迷路の三人
- 第3 石膏美人 1956年 石膏美人 白蠟少年 猿と死美人 蠟人形事件 焙烙の刑 嵐の道化師 黒衣の人
- 第4 蜘蛛と百合 1956年 暗闇劇場 蜘蛛と百合 薔薇と鬱金香
- 第5 カルメンの死 1957年 眞珠郞 憑かれた女 カルメンの死
- 第6 夜光虫 1957年 夜光蟲 首吊船 幽霊騎手
- 第7 カルメンの死[疑問点 – ノート] 1961年 眞珠郞 憑かれた女 カルメンの死

### 金田一耕助推理全集
東京文芸社から1958年 - 1961年に刊行。刊行以前に広く知られていた作品はおおむね網羅されているが、『悪魔が来りて笛を吹く』『夜歩く』『女王蜂』『吸血蛾』『華やかな野獣』などが未収録になっている。
- 第1巻 不死蝶 1958年
- 第2巻 悪魔の降誕祭 1958年 トランプ台上の首
- 第3巻 魔女の暦 1958年 鏡が浦の殺人
- 第4巻 火の十字架 1958年 貸しボート十三号
- 第5巻 迷路荘の怪人 1959年 蜃気楼島の情熱
- 第6巻 金田一耕助事件簿 1959年 霧の中の女 洞の中の女 鏡の中の女 傘の中の女 鞄の中の女 夢の中の女
- 第7巻 三つの首塔 1959年
- 第8巻 犬神家の一族 1959年
- 第9巻 八つ墓村 1959年
- 第10巻 女怪 1959年 殺人鬼 鴉 首 蝙蝠と蛞蝓
- 第11巻 花園の悪魔 1959年 廃園の鬼 睡れる花嫁 黒蘭姫 カルメンの死
- 第12巻 蜃気楼島の情熱 1959年 百日紅の下にて 生ける死仮面 湖泥
- 第13巻 車井戸はなぜ軋る 1959年 堕ちたる天女 蠟美人
- 第14巻 毒の矢 1959年 幽霊座
- 第15巻 黒猫亭事件 1959年 本陣殺人事件
- 続刊第1巻 スペードの女王 1960年
- 続刊第2巻 支那扇の女 1960年 人面瘡
- 続刊第3巻 壷中美人 1960年 泥の中の女
- 続刊第4巻 扉のかげの女 1960年
- 続刊第5巻 霧の山荘 女の決闘 1961年
- 続刊第6巻 悪魔の手毬唄 1961年
- 続刊第7巻 悪魔の寵児 1961年
- 続刊第8巻 幽霊男 1961年
- 続刊第9巻 死神の矢 黒い翼 1961年
- 続刊第10巻 獄門島 1961年

### 横溝正史傑作選集
東都書房から1965年に刊行。
- 第1 犬神家の一族
- 第2 悪魔が来たりて笛を吹く
- 第3 八つ墓村
- 第4 本陣殺人事件・蝶々殺人事件
- 第5 白と黒
- 第6 獄門島
- 第7 悪魔の手毬唄
- 第8 女王蜂

### 横溝正史全集（旧版）
講談社から1970年に刊行。全10巻。
「全集」を名乗っているが全作品の網羅は目標としていない。金田一耕助登場作品については、たとえば、この全集以前に刊行された探偵小説選（1954年版）と推理全集のいずれかに含まれる54作のうち収録されているのは19作である（金田一耕助登場作品の収録は全部で20作）。

### 新版横溝正史全集
講談社から1974年 - 1975年に刊行。全18巻。
旧版に収録された作品を全て収録した上で追加しているが、旧版と同様、網羅は目標としていない。金田一耕助登場作品については、たとえば探偵小説選（1954年版）と推理全集のいずれかに含まれる54作のうち収録されているのは27作である（金田一耕助登場作品の収録は全部で30作）。

### 金田一耕助探偵小説選（1975年版）
東京文芸社から1975年 - 1976年に刊行。主として1954年版に収録されていない作品を収録しているが、一部重複がある。収録作品はすべて旧版全集や新版全集に未収録である。
- 1 夜の黒豹 1975年
- 2 吸血蛾 1975年 カルメンの死
- 3 魔女の暦 1975年 殺人鬼
- 4 死神の矢 1975年 黒い翼
- 5 壺中美人 1975年 鏡が浦の殺人
- 6 スペードの女王 1975年 女の決闘
- 7 扉の影の女 1975年 暗闇にひそむ猫
- 8 金田一耕助の謎 1975年 霧の中の女 洞の中の女 鏡の中の女 傘の中の女 鞄の中の女 夢の中の女 泥の中の女
- 9 火の十字架 1976年 霧の山荘
- 10 不死蝶 1976年
- 11 華やかな野獣 1975年 毒の矢
- 12 悪魔の百唇譜 1975年 睡れる花嫁
- 13 生ける死仮面 1976年 堕ちたる天女

### 各作家1巻の作品集
- 『日本探偵小説代表作集 6 横溝正史』生活百科刊行会 1956年（黒猫亭事件、湖泥、蜃気楼塔の情熱、首、黒い翼）
- 『長篇小説名作全集 16 横溝正史』大日本雄弁会講談社 1950年（蝶々殺人事件、本陣殺人事件、獄門島）
- 『現代推理小説大系 4 横溝正史』講談社 1972年（本陣殺人事件、蝶々殺人事件、獄門島）
- 『昭和国民文学全集 16 横溝正史集』筑摩書房 1973年（獄門島、悪魔の手毬唄、蜃気楼島の情熱）
- 『日本探偵小説全集 9 横溝正史集』東京創元社 1989年（鬼火、探偵小説、本陣殺人事件、百日紅の下にて、獄門島、車井戸はなぜ軋る）

### 角川文庫
1970年代後半における横溝ブームの中心となった角川文庫の刊行は1971年から1984年にかけて順次進められている。この刊行は、捕物帳などの時代小説を除いて最終的には横溝正史全作品の網羅が目標となり、その中心的存在であった中島河太郎が巻末解説の多くを書いている（後の改版で削除されているものが多い）。すなわち、角川文庫に収録されたのが当時知られていた全作品であると考えてよく、たとえば「金田一耕助登場作品はジュブナイル作品を除いて77作ある」というのは、角川文庫への収録数である。
この時期の角川文庫には、作者に割り当てられた通番（横溝正史は304）と作者ごとの通番を組み合わせた通番が振られており、横溝正史の場合には304-1から304-71までの71編と、それとは別に304-80から304-95までのジュブナイル作品16編、それに304-98『シナリオ悪霊島』と304-99『横溝正史読本』を合わせた89編が刊行されている。71編の内訳は、金田一耕助登場作品を含む42編、由利麟太郎＆三津木俊助登場作品を含む13編、その他16編である。
89編の多くはKindle版などでしか出版されなくなっている。金田一耕助登場作品を含むものについては、42編のうちの21編に新たに編集した『人面瘡』ISBN 978-4-04-130497-6 を加えた22編を「金田一耕助ファイル」と銘打って紙媒体での出版が継続されている。
「金田一耕助ファイル」設定以降にも1990年代の間に既存89編のうち他の10編（うちジュブナイル作品2編、その他の金田一耕助登場作品6編）が通常の角川文庫として紙媒体で出版された形跡があるが、再度品切れ状態になっているものが多い。そのほか、ジュブナイル作品7編が初期の角川スニーカー文庫に新装改訂されて出版されている。2000年代以降には、別の既存版（由利麟太郎ものが比較的多い）を改版して再刊行する例がみられる。
なお、通番「304」を使わなくなった以降に新たに編集して紙媒体で刊行されたものとしては、『人面瘡』のほかエッセイ集や未収録作品集、最近発見された『雪割草』、あるいは人形佐七捕物帳などの傑作選がある。
2018年より「金田一耕助ファイル」以外の作品で杉本一文の絵が描かれた表紙カバーと巻末解説付きにて改版・復刊が始まり、2021年は「没後40年記念」、2022年は「生誕120年記念」と銘打ち、月1 - 2冊ペースで発行されている。
2023年現在ではジュブナイルと怪獣男爵を含めた金田一耕助シリーズの全編は、角川文庫から展開されている金田一耕助ファイル22冊と同文庫からAmazonで展開されている「金田一耕助シリーズ」28冊（内3冊はエッセイ (21,26)）と重複 (28)）および『金田一耕助の冒険』（旧文庫版1と2の内容を含む）、『怪獣男爵』、柏書房の「横溝正史少年小説コレクション2」（黄金の花びら）（唯一電子版が存在しない）の計50冊を以ってすべて入手することが可能となっている。

### 春陽文庫
春陽文庫は1974年 - 1975年に「横溝正史長編全集」と銘打って20編を刊行した。しかし、「長編全集」と銘打ちながら代表的な長編はほとんど収録されず、むしろ中短編について金田一耕助登場作品の8割近くを網羅している（詳細は金田一耕助#文庫などへの収録を参照）。20編のうち第2編『蝶々殺人事件』のみが由利麟太郎登場作品を収録しており、他はすべて金田一耕助登場作品を収録している。
1996年 - 1998年には「横溝正史長編全集」というシリーズ名を外して「新装版」として改めて刊行された。刊行順序は異なっているが収録作品の組み合わせは同じであり、それに『死仮面』が追加されて21編となった。表題作である『死仮面』は角川文庫刊行に伴う網羅作業の中で発掘された作品で、角川文庫の段階では欠落部分を中島河太郎が補完していたが、その欠落部分が発見されて本来の形としたものに「長編全集」に収録されていなかった「鴉」を合わせて1編としている。『死仮面』はその後長らく絶版になっていたが、2024年9月に『死仮面 [オリジナル版]』として復刊される。併録は「鴉」からジュブナイル作品「黄金の花びら」に差し替えられる。
また、春陽文庫は1984年に「人形佐七捕物帳全集」と銘打って14編を刊行している。さらに、春陽文庫を出版している春陽堂書店は、2019年 - 2021年に「完本人形佐七捕物帳」10編を刊行した。

### 横溝正史自選集
出版芸術社から2006年 - 2007年に刊行。横溝正史は自選作品を何度か挙げているが、そのうち1977年1月16日に「毎日新聞日曜くらぶ」に掲載された「わたしのベスト10」（角川文庫『真説 金田一耕助』 ISBN 4-04-130463-6 に収録）に挙げたものが広く知られており、この自選集もこれによっている。講談社の全集を底本に初出誌と校合してテキストを確定するという方針で編集されている。また、横溝正史とのインタビューに際して製作され「著者公認」とされている、獄門島と鬼首村の地図が本文中に挿入されている。
- 1 本陣殺人事件 / 蝶々殺人事件 ISBN 978-4-88293-308-3
- 2 獄門島 ISBN 978-4-88293-313-7
- 3 八つ墓村 ISBN 978-4-88293-316-8
- 4 犬神家の一族 ISBN 978-4-88293-309-0
- 5 悪魔が来りて笛を吹く ISBN 978-4-88293-318-2
- 6 悪魔の手毬唄 ISBN 978-4-88293-323-6
- 7 仮面舞踏会 ISBN 978-4-88293-324-3

### 柏書房によるコレクション
柏書房は2017年 - 2018年に『横溝正史ミステリ短篇コレクション』6巻、2018年 - 2019年に『由利・三津木探偵小説集成』4巻、2021年に『横溝正史少年小説コレクション』7巻を刊行した。角川文庫収録作品の多くが出版されなくなった状況を受けての刊行であるが、初出または初刊の状態を基準として校訂し直すという方針も強調している。
『横溝正史ミステリ短篇コレクション』は、金田一耕助、由利麟太郎、三津木俊助が登場しない短編作品で、捕物帳などの時代小説でもジュブナイル作品でもないものを集めている。すなわち、1984年までの角川文庫に収録された作品のうち、
- 『自選人形佐七捕物帳』に収録された作品
- 別番号のシリーズに収録されたジュブナイル作品
- 金田一または由利&三津木が登場する作品
- 『びっくり箱殺人事件』『神変稲妻車』『髑髏検校』『女が見ていた』『呪いの塔』

を除いた全作品を、角川文庫と同じ順序（一部に編冊単位の順序が違う部分、ごく一部に編冊内での順序が違う部分がある）に収録し、さらに角川文庫未収録の『湖泥』（金田一耕助登場作品とは別）および『鬼火』の自筆原稿に基づくオリジナル版も収録されている。
『由利・三津木探偵小説集成』は由利麟太郎または三津木俊助が登場する作品を集めている。角川文庫（ジュブナイル作品以外）に収録された由利&三津木登場作品のすべてと、翻案ものという理由で収録されなかった『迷路の三人』および未完の『神の矢』『模造殺人事件』が収録されており、確認されている全作品（『仮面劇場』を長編化する前の原型作品およびジュブナイル作品を除く）と考えて良いと思われる。
『横溝正史少年小説コレクション』はジュブナイル作品を集めている。ジュブナイル作品は読者層が短期間で成人向け作品に移行すると想定されることなどにより、時代背景を変更したり掲載媒体に合わせて短縮したりするなどの改変が加えられて再公表されることがあり、元の形が判りにくくなる場合がある。当初は由利&三津木登場作品だったものが金田一ものに改稿された事例もある。このような状況を踏まえて、初出または初刊を重視する方針に基づいて再整理し系統的なコレクションとしたものである。また、掲載誌の休刊により中断し改めて書き直された作品は両方のバージョンを併録するなど、未完作品や未発表作品も積極的に収録している。なお、一般にジュブナイル作品は掲載誌が散逸しやすい傾向があり、横溝正史作品についても多数の角川文庫未掲載作品が論創社の『横溝正史探偵小説選』に収録されているが、重複は原則として避けている。

### 未収録作品等の刊行
角川文庫では横溝正史作品を網羅的に刊行したが、中断作品はもとより、長編に改稿された元の短編作品が収録されなかった。このうち金田一耕助登場作品については、元となった短編作品の収録を目的として『金田一耕助の帰還』（出版芸術社1996年 ISBN 978-4-88293-117-1、光文社文庫2002年 ISBN 978-4-334-73262-2）および『金田一耕助の新冒険』（出版芸術社1996年 ISBN 978-4-88293-118-8、光文社文庫2002年 ISBN 978-4-334-73276-9）が刊行されている。ただし、中絶作品や金田一耕助が登場しない原型作品、『不死蝶』『火の十字架』の原型作品、『迷路荘の怪人』を最終的に『迷路荘の惨劇』とする前の中間段階の作品は収録されていない。
その後も角川文庫に収録されなかった作品の整理が進んでおり、その成果としてカドカワノベルズから1999年に『双生児は囁く』ISBN 978-4-04-788140-2（2005年に文庫化 ISBN 978-4-04-355502-4）、2000年に『喘ぎ泣く死美人』ISBN 978-4-04-788149-5（2006年に文庫化 ISBN 978-4-04-355505-5）が刊行されている。
出版芸術社は2003年 - 2004年に『横溝正史時代小説コレクション』全6巻を伝奇篇3巻と捕物篇3巻という構成で刊行した。伝奇篇は捕物帳ではない時代小説で出版実績の乏しい作品を集めたもので、比較的長い作品が多い。捕物篇のうち2巻は人形佐七捕物帳のうち春陽文庫の「全集」に収録されなかった30作を収録したものである。残る1巻は人形佐七以外の捕物帳を集めたもので、後に人形佐七ものに改稿された作品も含まれる。
さらに出版芸術社は2004年に『横溝正史探偵小説コレクション』3巻を刊行し、2012年に4、5を追加刊行した。2004年刊行の3巻は、角川文庫などへの未収録が多い戦時中や戦後の作品を、おおむね発表時期順に収録したもので、少数の角川文庫所収作品を除いて未収録作品である。金田一ものに改稿された原型作品6作も含まれる。4は後に長編化された原型作品のうち「短編」とは言えない分量がある『迷路荘の怪人』『旋風劇場』を収録している。5は「岡山もの」の短編を集めたもので、『首』の未発表改定増補版を除いて角川文庫所収作品である。
論創社は2008年に『横溝正史探偵小説選』3巻を刊行し、2016年に4、5を追加刊行した。いずれも単行本への収録実績が無い作品を集成したものであり、既に単行本化されている作品の異なるバージョン（『恐ろしきエイプリル・フール』など）も含まれる。1は翻訳翻案作品を含む初期作品が中心であり、2は専らジュブナイル作品、3はジュブナイル作品の追加や時代小説のほか、多数の評論随筆を集めている。追加刊行されたうち4に収録されているのは専ら時代小説で、後に人形佐七ものに改稿された作品も多数含まれる。5にはジュブナイル作品や未完作品、および金田一耕助登場原型作品で未収録だった『不死蝶』が収録されている。

## 演じた俳優
- 香川照之 -『RAMPO』（松竹）
- 小日向文世 -『犬神家の一族』『八つ墓村』『女王蜂』『悪魔が来りて笛を吹く』『悪魔の手毬唄』（いずれもフジテレビ「金田一耕助シリーズ」）
- 横溝正史（本人）-『病院坂の首縊りの家』（東宝）、『金田一耕助の冒険』（東映）

## その他

### 研究・解説本
- 小林信彦編『横溝正史読本』（角川書店、1976年 / 角川文庫、1979年、改版2008年）
- 『横溝正史研究』（2017年に第6号発行、戎光祥出版）[87]
- 中川右介『江戸川乱歩と横溝正史』（集英社、2017年 / 集英社文庫、2020年）
- 内田隆三『乱歩と正史 人はなぜ死の夢を見るのか』（講談社選書メチエ、2017年）
- 今野真二『横溝正史の日本語』（春陽堂書店、2023年）
- 『別冊太陽：探偵小説の鬼 横溝正史』（平凡社、2024年）- 図版解説

### 漫画作品
- 『血まみれ観音』絵：高階良子
  - 原題『夜光虫』の漫画化。1973年11月 - 1974年2月号の『なかよし』に連載。1999年に講談社漫画文庫で復刻した。
- 『真珠色の仮面』絵：高階良子
  - 原題『仮面劇場』の漫画化、1972年11月 - 12月号の『なかよし』に連載。1999年講談社漫画文庫において『血まみれ観音』に収録。
- 影丸譲也『八つ墓村』『悪魔が来りて笛を吹く』『霧の別荘の惨劇』
  - 『八つ墓村』は1968年 - 1969年『週刊少年マガジン』誌に連載され大ヒット。横溝ブームの先駆け的役割を果たした。単行本は何種類も発行されている。
  - 『悪魔が来りて笛を吹く』は1979年の東映映画公開のタイアップとして、映画シナリオを元に漫画化した作品。
- 玄太郎『鬼火』『蔵の中』『カルメンの死』『蜘蛛と百合』
- ささやななえ『獄門島』『百日紅の下にて』
- つのだじろう『八つ墓村』『犬神家の一族』『悪魔の手毬唄』
- 岩川ひろみ『女王蜂』
- いけうち誠一『犬神家の一族』『獄門島』『悪魔の手毬唄』
- 鳳英洋『黒猫亭事件』
- 掛布しげを『湖泥』『八つ墓村』『女王蜂』
- JET『獄門島』『本陣殺人事件』『黒猫亭事件』『睡れる花嫁』『車井戸はなぜ軋る』『八つ墓村』『悪魔の手毬唄』『女怪』『犬神家の一族』『蝙蝠と蛞蝓』『雌蛭』『悪魔が来りて笛を吹く』『花園の悪魔』『鴉』『悪魔の寵児』『悪霊島』『面影双紙』『真珠郎』『蜘蛛と百合』『薔薇と鬱金香』
- 児嶋都『貸しボート十三号』『蝙蝠と蛞蝓』
- たまいまきこ『悪霊島』『女王蜂』『トランプ台上の首』
- 長尾文子『迷路荘の怪人』『睡れる花嫁』『不死蝶』『犬神家の一族』『本陣殺人事件』『獄門島』『悪魔の手毬唄』『八つ墓村』『鴉』
- 小山田いく『犬神家の一族』
- 田中つかさ『人形佐七捕物帳』

## 出演

### 映画
- 犬神家の一族（那須ホテルの主人として出演、角川映画、1976年）
- 悪魔が来りて笛を吹く（雑炊屋として出演、東映、1979年）
- 病院坂の首縊りの家（老推理作家として出演、東宝、1979年）
- 金田一耕助の冒険（横溝先生として出演、角川映画、1979年）

### TV
- われらの主役 （東京12チャンネル、1976年）

### CM
- 角川書店 角川文庫ミステリーフェア GUILTY篇（高木彬光、森村誠一と出演、1978年）[88]